# Matobo-Nationalpark
Der Matobo-Nationalpark oder auch Matopos-Nationalpark (ältere Bezeichnung) liegt in Matabeleland in Simbabwe rund 35 km südlich von Bulawayo. Er ist der älteste Nationalpark des Landes, gegründet 1926 als Rhodes Matopos National Park.
Er gehört zu den vielbesuchten Parks, nicht nur weil Cecil Rhodes und andere hier in den Matobo-Bergen begraben liegen, sondern auch wegen der imposanten Felsformationen, den Kontrasten zwischen sanftem Grünland und schroffem Granit. Das Mpopoma-Flusstal mit seinen „balancierenden Felsen“ gilt landschaftlich als besonders attraktiv. Die tiefen Spuren der Erosion in dieser 200 Millionen Jahre alten Gesteinsformation gelten als atemberaubend. Im Park gibt es diverse kleine Dämme, deren Seen je nach Jahreszeit gefüllt und für die Pirsch nach Tieren besonders geeignet sind. Der Nationalpark liegt innerhalb der Matobo-Berge, die wegen ihrer Felsenmalereien von der UNESCO zum Weltkulturerbe erklärt wurden.
Im Park finden sich größere Antilopen wie Kudu oder Eland, aber auch Spitzmaul- und Breitmaulnashorn, Großkatzen und Giraffen, Zebras und sechs Adlerarten sowie eine Vielzahl weiterer Vogelarten. Sein Gebiet umfasst 424 km².

## Geschichte

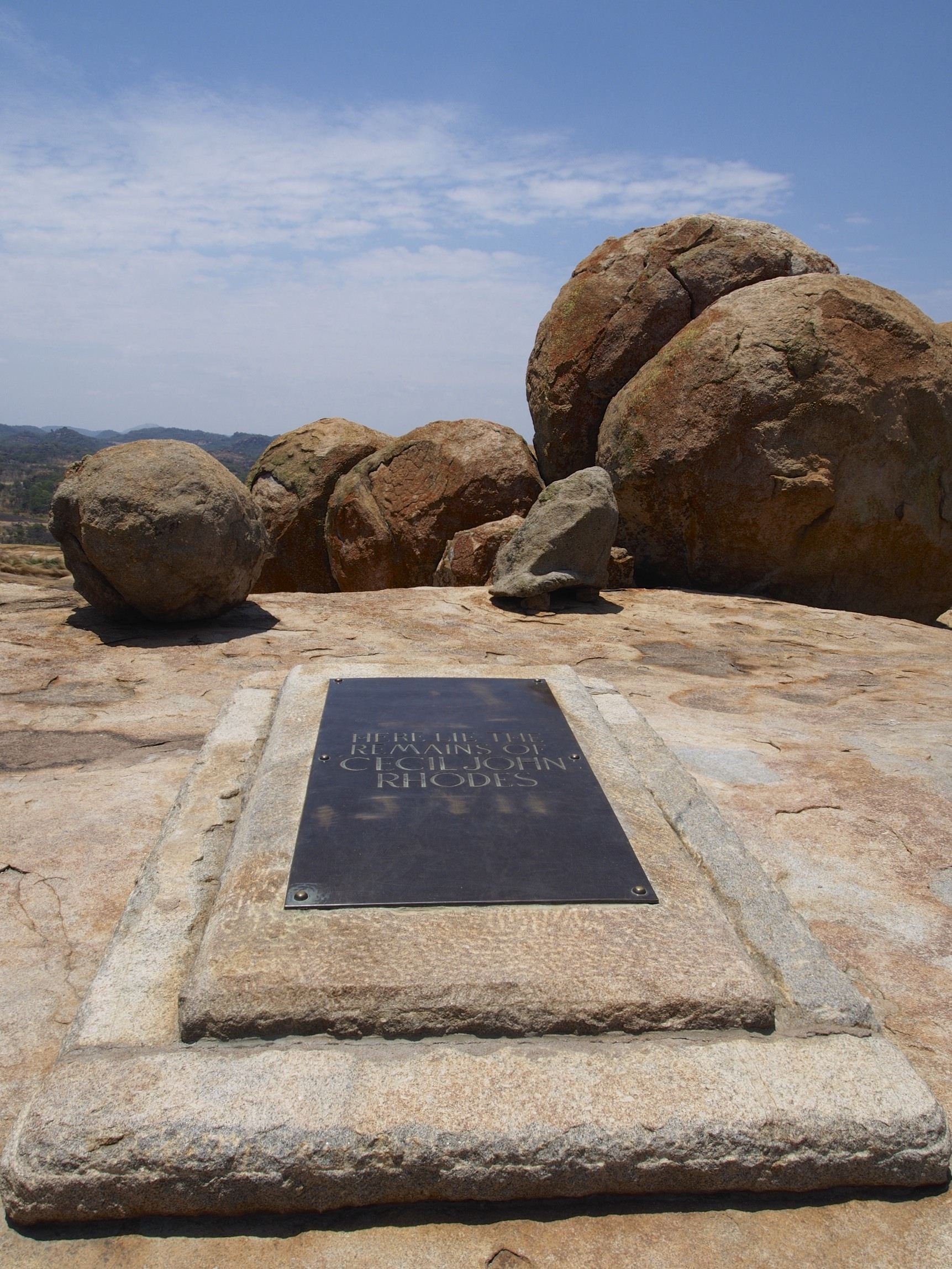
Grab Cecil Rhodes

Die San lebten hier vor 2000 Jahren und haben ein reiches Erbe an Felszeichnungen hinterlassen. In vielen Höhlen und Nischen wurden Tonöfen und andere historische Artefakte gefunden.
Die Hügel waren der Ort, an dem 1896 das Treffen zwischen Cecil Rhodes und den Führern der Ndebele stattfand. Rhodes nannte diesen Ort wegen seiner atemberaubenden Aussicht View Of The World. Etliche frühe Siedler liegen auf dem Hügel Malindidzimu neben Cecil Rhodes begraben.
Diese Hügel werden von den Shona und vielen anderen Stämmen im südlichen Afrika als heilig betrachtet. Sie sind bis heute Kultstätten.

## Trivia
Der Name des Parks Matobo kam im Film Die Dolmetscherin aus dem Jahr 2005 vor, in dem die fiktionale Demokratische Republik Matobo eine Rolle spielt.